# Strama-MPS Maschinenbau
Die Strama-MPS Maschinenbau GmbH & Co. KG ist ein deutsches Maschinenbau-Unternehmen mit rund 730 Mitarbeitern am Hauptsitz in Straubing und circa 130 Mio. Euro Umsatzerlös (2018, Hauptsitz Straubing).
Weltweit beschäftigt die Strama Group über 1600 Mitarbeiter mit einem Gesamtumsatz von circa 200 Mio. Euro (2018).
Strama-MPS entwickelt Sondermaschinen, Anlagen und Komplettlösungen für die Fertigung, Montage und Prüfung von komplexen technischen Bauteilen und Produkten. Die Automobil- und Automobilzuliefererindustrie, die Elektrotechnik- sowie die Mineralölindustrie gehören zu den Kunden des Anlagenbauers. Daneben bedient das Unternehmen weltweit Kunden im Elektronikumfeld mit Automatisierungslösungen und Bondtechnik, unter anderem für die Elektromobilität.

## Geschichte
Alfred Michaelis legte mit der Gründung des A. Michaelis Schleif- & Bohrwerk Motoren Instandsetzungs-Betrieb im Jahr 1946 den Grundstein für die heutige Strama-MPS Maschinenbau GmbH & Co. KG. Aus dem Einmannbetrieb für Motoreninstandsetzung wurde ein Lohnfertiger, der Unternehmen wie BMW, Bosch und ZF Passau mit fertig montierten Baugruppen belieferte. Mit dem Aufbau einer eigenen Mannschaft für Konzeption, Engineering und Projektmanagement entwickelte sich Strama-MPS zu einem Lösungsanbieter des Sondermaschinen- und Anlagenbaus.

## Geschäftsbereiche
- E-Mobilität
- Sensorik
- Aktorik
- Bearbeitungszentren
- Karosserierohbauanlagen
- Prüfstände

## Standorte und Tochtergesellschaften
- Die Nexus d.o.o. in Kroatien gehört seit 2005 zur Strama Group. Der Lohnfertiger ist in den Bereichen Schweißen und Fräsen sowie im Stahlbau tätig. Im Jahr 2015 wurde zusätzlich die Nexus BH d.o.o. in Bosnien gegründet.
- Im Jahr 2009 hat Strama-MPS das Unternehmen AuE Kassel GmbH übernommen. AuE ist aktiv im Bereich der Achseinstelltechnik und liefert an die Automobilindustrie automatisierte Lösungen für den Fahrwerkbereich.
- 2011 hat Strama-MPS eine Tochtergesellschaft in China, die Strama-MPS Machinery Taicang Ltd., gegründet, die Sondermaschinen für den lokalen Markt liefert.
- Die Strama-MPS U.S. Inc in Duncan (USA) beliefert den amerikanischen Markt mit Sondermaschinen.
- 2014 hat Strama-MPS die F & K DELVOTEC GmbH übernommen, einen Münchner Hersteller von Draht- und Laserbondtechnik mit Tochtergesellschaften in den USA (Foothill Ranch), China (Taicang) und Singapur.
- 2015 wurde die indische Tochter Strama-Summit Machinery Pvt. Ltd. für den Bau von Sondermaschinen für den indischen Markt gegründet.
- Ebenfalls seit dem Jahr 2015 gibt es die mexikanische Tochter Strama-MPS Maquinaria México S. de R.L. de C.V., die Montageanlagen, Bearbeitungszentren, Reinigungsanlagen und Einstelltechnik für den mittel- und südamerikanischen Markt projektiert.

## Auszeichnungen
- Bosch Supplier Award 2018 – Die amerikanische Tochterfirma Strama-MPS U.S. Inc. wurde von der Robert Bosch GmbH mit dem Bosch Supplier Award in der Kategorie Indirekte Materialversorgung ausgezeichnet.
- Straubinger Unternehmenspreis 2018 – Auszeichnung der Stadt Straubing und den Freunden der Stadt Straubing e.V. in der Kategorie "100 und mehr Beschäftigte".
- Bosch Global Supplier Award 2017 – Auszeichnung der Robert Bosch GmbH in der Kategorie Maschinen und Anlagen.
- Best Business Award 2016 – Auszeichnung für nachhaltige Unternehmensführung in der Kategorie "Unternehmen mit mehr als 100 Mitarbeitern".
- Continental "Supplier of the Year 2015" – Auszeichnung der Continental Automotive Group für Lieferanten im Bereich Investment- und Engineering-Dienstleistungen.
- Top Job 2016 – Auszeichnung für mittelständische Unternehmen für ihre Personalpolitik sowie ihre Bemühungen um eine gesunde Arbeitsplatzkultur.
- Top 100 Innovator 2015 – Auszeichnung als eines der innovativsten Unternehmen im Mittelstand.